# Дзок Трун Трун
Дзок Трун Трун (дзонг-кэ བོ་ཡིག་ག། །མ་རྫོང; род. 1964) — бутанский писатель и литературовед.
Первый роман Дзок Трун Труна Swollen Swallow, Green Tea Leaf был опубликован в 2009 году. В нём затрагивается тема быстрого изменения инфраструктуры Бутана и открытия страны для западного мира, а также описывается жизнь крестьян за пределами столицы Тхимпху, которые, кажется, не обращают внимания на происходящее вокруг. Роман был отмечен премией «Бутанский роман года-2009» (англ. Bhutan Novel of the Year - Silver Award 2009), которую присуждает Комиссия по развитию дзонг-кэ.
Дзок Трун Трун часто читает лекции в Королевском университете Бутана, посвящённые социальным вопросам, таким как Валовое национальное счастье и буддизм. Он также являлся советником премьер-министра Джигме Тинлея.
В январе 2013 года Дзок Трун Трун был награждён высшей гражданской наградой страны — Королевским орденом Бутана.
Дзок Трун Трун публикуется на дзонг-кэ и тибетском языке.